# Витязев, Вениамин Владимирович
Вениамин Владимирович Витязев — российский астроном, доктор физико-математических наук, профессор.

## Биография
Родился 15.04.1943 в г. Ленинакан (Армянская ССР).
Окончил математико-механический факультет Ленинградского университета (1967) по специальности «Астрономия» и его аспирантуру (1970).
С 1970 г. зав. кафедрой математического анализа и дифференциальных уравнений в Калмыцком университете (Элиста), доцент.
С 1980 работал в ЛГУ (СПбГУ), с 1983 до конца жизни зав. кафедрой астрономии, в 1994—2007 директор Астрономического института им. В. В. Соболева СПбГУ.
Кандидатская диссертация: «О расширении планетарных туманностей» (1973). Докторская диссертация: «Новые методы анализа звездных каталогов и неравномерных временных рядов» (2000). Профессор (2002).
Научные интересы: астрофизика, астрометрия, история астрономии.
Автор (соавтор) 136 работ, в том числе 8 учебно-методических пособий и монографии «Анализ астрометрических каталогов с помощью сферических функций» (2017).
Награды: медаль ордена «За заслуги перед Отечеством» II степени (1999); Благодарность Президента Российской Федерации (2005); Нагрудный знак «Почётный работник высшего профессионального образования Российской Федерации» (2006); Медаль ордена «За заслуги перед Отечеством» I степени (2014).
Решением МАС от 02 октября 2003 года малой планете № 17356 присвоено имя VITYAZEV.
Выступал с концертами как пианист в СПбГУ и в Пулковской обсерватории. Занимался изучением и пропагандой музыкального наследия Уильяма и Каролины Гершелей.
Умер 15.07.2018 в Санкт-Петербурге.
Публикации
- Небесные и земные координаты [Текст] : учебное пособие по астрометрической практике / [Витязев Вениамин Владимирович и др.]. - Санкт-Петербург : Изд. дом С.-Петерб. гос. ун-та, 2011. - 303 с., [1] л. ил. : ил., карты, портр., табл.; 20 см. - (Астрономия / С.-Петерб. гос. ун-т).; ISBN 978-5-288-05067-1
- Новые методы анализа звездных каталогов и неравномерных временных рядов : диссертация ... доктора физико-математических наук : 01.03.01. - Санкт-Петербург, 1999. - 316 с. : ил.
- Анализ астрометрических каталогов с помощью сферических функций [Текст] / В. В. Витязев ; Санкт-Петербургский государственный университет. - Санкт-Петербург : Изд-во Санкт-Петербургского ун-та, cop. 2017. - 224 с. : ил., табл.; 25 см.; ISBN 978-5-288-05740-3 : 300 экз.
- Анализ астрометрических каталогов с помощью сферических функций [Текст] / В. В. Витязев ; Санкт-Петербургский государственный университет. - Изд. 2-е, стер. - Санкт-Петербург : Изд-во Санкт-Петербургского ун-та, cop. 2017. - 224 с. : ил., табл.; 25 см.; ISBN 978-5-288-05795-3 : 500 экз.